# Fotbal Club Academia Chișinău
Il Fotbal Club Academia Chișinău è una società calcistica moldava con sede nella città di Chișinău, fondata nel 2006. Nella stagione 2012-13 milita nella Divizia Națională.

## Storia
Il club è stato fondato da Igor' Dobrovol'skij, Alexandru Cojuhari e Eduard Rotari il 2 giugno 2006 con l'obiettivo di valorizzare giovani giocatori che non trovavano spazio negli altri club. In un programma televisivo annunciarono l'allestimento di un campus per selezionare giocatori tra i 16 e i 20 anni in cui parteciparono più di 300 candidati.
Esordisce in Divizia A nella stagione 2006-07 col nome FC Academia e l'anno successivo viene promosso in Divizia Națională.
All'inizio della stagione 2008-2009, a seguito di un accordo con il politecnico della capitale cambia nome in FC Academia UTM. Il primo campionato nella massima serie è concluso al penultimo posto, dopodiché seguono campionati conclusi a metà classifica.
A partire dalla stagione 2012-2013 cambia nuovamente denominazione in FC Academia

## Rosa 2014-2015
| N. |                           | Ruolo | Calciatore           |
| -- | ------------------------- | ----- | -------------------- |
| 2  | Moldavia (bandiera)       | C     | Pavel Secrier        |
| 4  | Moldavia (bandiera)       | C     | Oleg Lupuşor         |
| 5  | Moldavia (bandiera)       | D     | Alexandru Costin     |
| 6  | Moldavia (bandiera)       | C     | Radu Grosu           |
| 7  | Moldavia (bandiera)       | C     | Daniel Cațer         |
| 8  | Costa d'Avorio (bandiera) | C     | Adama Kone           |
| 11 | Moldavia (bandiera)       | D     | Alexandru Cheltuială |
| 12 | Moldavia (bandiera)       | P     | Cristian Avram       |
| 13 | Moldavia (bandiera)       | C     | Cristian Gontea      |
| 14 | Moldavia (bandiera)       | C     | Igor Gritco          |
| 16 | Moldavia (bandiera)       | A     | Victor Lisa          |

| N. |                     | Ruolo | Calciatore         |
| -- | ------------------- | ----- | ------------------ |
| 21 | Moldavia (bandiera) | A     | Sergiu Matei       |
| 22 | Moldavia (bandiera) | D     | Maxim Boghiu       |
| 23 | Moldavia (bandiera) | P     | Nicolae Cebotari   |
| 26 | Moldavia (bandiera) | A     | Vitalie Zlatan     |
| 27 | Moldavia (bandiera) | C     | Mihai Apostol      |
| 29 | Moldavia (bandiera) | C     | Maxim Focsa        |
| 30 | Moldavia (bandiera) | D     | Eugeniu Celeadnic  |
| 31 | Moldavia (bandiera) | D     | Vitalie Negru      |
| 32 | Moldavia (bandiera) | C     | Alexandru Leu      |
| 33 | Moldavia (bandiera) | A     | Sergiu Ciuico      |
| 34 | Moldavia (bandiera) | A     | Nicolae Milinceanu |

## Stadio
Il club gioca le partite interne nello Stadionul Dinamo, impianto condiviso con il Fotbal Club Dacia, con una capacità di 2.692 posti